# العلاقات الإسرائيلية الرومانية
العلاقات الإسرائيلية الرومانية هي العلاقات الثنائية التي تجمع بين إسرائيل ورومانيا.

## مقارنة بين البلدين
هذه مقارنة عامة ومرجعية للدولتين:
| وجه المقارنة                                              | إسرائيل                                                             | رومانيا                                                                               |
| --------------------------------------------------------- | ------------------------------------------------------------------- | ------------------------------------------------------------------------------------- |
| المساحة (كم2)                                             | 20.77 ألف                                                           | 238.40 ألف                                                                            |
| عدد السكان (نسمة)                                         | 8.89 مليون                                                          | 19.59 مليون                                                                           |
| الكثافة السكانية (ن./كم²)                                 | 428.02                                                              | 82.17                                                                                 |
| العاصمة                                                   | القدس                                                               | بوخارست                                                                               |
| اللغة الرسمية                                             | اللغة العبرية، اللغة العربية                                        | اللغة الرومانية                                                                       |
| العملة                                                    | شيكل إسرائيلي جديد، شيكل إسرائيلي قديم، جنيه فلسطيني، جنيه إسرائيلي | ليو روماني                                                                            |
| الناتج المحلي الإجمالي (بليون دولار)                      | 350.85 مليار                                                        | 211.80 مليار                                                                          |
| الناتج المحلي الإجمالي (تعادل القوة الشرائية) بليون دولار | 306.51 مليار                                                        | 465.56 مليار                                                                          |
| الناتج المحلي الإجمالي الاسمي للفرد دولار أمريكي          | 35.73 ألف                                                           | 9.47 ألف                                                                              |
| الناتج المحلي الإجمالي للفرد دولار أمريكي                 | 36.58 ألف                                                           | 23.63 ألف                                                                             |
| مؤشر التنمية البشرية                                      | 0.899                                                               | 0.793                                                                                 |
| رمز المكالمات الدولي                                      | +972                                                                | +40                                                                                   |
| رمز الإنترنت                                              | .il                                                                 | .ro                                                                                   |
| المنطقة الزمنية                                           | توقيت إسرائيل، Israel Summer Time ‏                                  | ت ع م+02:00، ت ع م+03:00، أوروبا/بوخارست ‏، توقيت شرق أوروبا، توقيت شرق أوروبا الصيفي ‏ |

## مدن متوأمة
في ما يلي قائمة باتفاقيات التوأمة بين مدن إسرائيلية ورومانية:
- ترتبط بتاح تكفا مع باكاو باتفاقية توأمة منذ 2016.[22][22]
- ترتبط غديرا مع رومان، رومانيا باتفاقية توأمة.
- ترتبط جفعاتايم مع أوراديا باتفاقية توأمة منذ 2005.
- ترتبط بئر السبع مع كلوج نابوكا باتفاقية توأمة منذ 1 مارس 2016.
- ترتبط كريات ملاخي مع بياترا نيامتس باتفاقية توأمة.
- ترتبط نتانيا مع ياش باتفاقية توأمة منذ 1980.
- ترتبط حيفا مع سوتشافا باتفاقية توأمة منذ 1972.[23][23][24][24]
- ترتبط ريشون لتسيون مع براشوف باتفاقية توأمة منذ 1986.
- ترتبط الناصرة مع ألبا يوليا باتفاقية توأمة منذ 1992.
- ترتبط عتليت مع أراد باتفاقية توأمة.
- ترتبط هود هشارون مع سينايا باتفاقية توأمة.
- ترتبط الناصرة العليا مع ألبا يوليا باتفاقية توأمة منذ 1974.
- ترتبط رمات غان مع فوكشاني باتفاقية توأمة.
- ترتبط رهط مع Orăștie [الإنجليزية]‏ باتفاقية توأمة.
- ترتبط اللد مع بياترا نيامتس باتفاقية توأمة.

## منظمات دولية مشتركة
يشترك البلدان في عضوية مجموعة من المنظمات الدولية، منها:
| علم المنظمة | اسم المنظمة                               | تاريخ انضمام إسرائيل | تاريخ انضمام رومانيا |
| ----------- | ----------------------------------------- | -------------------- | -------------------- |
|             | مؤسسة التنمية الدولية                     | 22 ديسمبر 1960       | 12 أبريل 2014        |
|             | منظمة التجارة العالمية                    | 21 أبريل 1995        | 1995                 |
|             | مؤسسة التمويل الدولية                     | 26 سبتمبر 1956       | 23 سبتمبر 1990       |
|             | الأمم المتحدة                             | 11 مايو 1949         | 14 ديسمبر 1955       |
|             | الاتحاد الدولي للاتصالات                  | 24 يونيو 1948        | 9 فبراير 1866        |
|             | منظمة الشرطة الجنائية الدولية             | ?                    | ?                    |
|             | البنك الدولي للإنشاء والتعمير             | 12 يوليو 1954        | 15 ديسمبر 1972       |
|             | الاتحاد البريدي العالمي                   | ?                    | ?                    |
|             | المركز الدولي لتسوية المنازعات الاستشارية | 22 يوليو 1983        | 12 أكتوبر 1975       |
|             | وكالة ضمان الاستثمار متعدد الأطراف        | 21 مايو 1992         | 10 سبتمبر 1992       |
|             | يونسكو                                    | 16 سبتمبر 1949       | 27 يوليو 1956        |
|             | الفريق المعني برصد الأرض                  | ?                    | ?                    |

## أعلام
هذه قائمة لبعض الشخصيات التي تربطها علاقات بالبلدين:
- بيني بيليد (ضابط إسرائيلي، 18 أبريل 1928[31][32][33] – 13 يوليو 2002[31][33])
- بيني غانتس (ضابط إسرائيلي، 9 يونيو 1959 – )
- دودي سيلا (لاعب كرة مضرب إسرائيلي، 4 أبريل 1985 – )
- رون أراد (طيار إسرائيلي، 5 مايو 1958 – )
- زفي لارون (6 فبراير 1927 – )
- كونستانتين بوبا (لاعب كرة سلة روماني، 18 فبراير 1971 – )
- ميكايلا بيركو (31 مارس 1967[34] – )

## وصلات خارجية
- موقع وزارة الخارجية الإسرائيلية
- موقع وزارة الخارجية الرومانية